# Liste des monastères orthodoxes en France
Cet article vise à répertorier les monastères orthodoxes en France reconnus par l'Assemblée des évêques orthodoxes de France, ou dans l'obédience d'une juridiction canonique.

## Communautés actuelles

### Masculines
| Nom                                        | Commune                 | Département             | Diocèse           | Depuis | Image |
| ------------------------------------------ | ----------------------- | ----------------------- | ----------------- | ------ | ----- |
| Saint-Jean-Cassien-et-Saint-Denis-le-Petit | Castellane              | Alpes-de-Haute-Provence | Roumains          | ?      |       |
| Dormition-de-la-Mère-de-Dieu               | La Faurie               | Hautes-Alpes            | Grecs             | 1970   |       |
| Theotokos-et-Saint-Martin                  | Villebazy               | Aude                    | Roumains          | 2002   |       |
| Saint-Antoine-le-Grand                     | Saint-Laurent-en-Royans | Drôme                   | Grecs             | ?      |       |
| Saints-Clair-et-Maurin                     | Lectoure                | Gers                    | Serbes            | ?      |       |
| Saint-Nicolas                              | Le Bousquet-d'Orb       | Hérault                 | Grecs             | ?      |       |
| Saint-Michel                               | Lissac                  | Haute-Loire             | Russes-Daru       | ?      |       |
| Sainte-Foy                                 | Saint-Julien-des-Points | Lozère                  | Russes-Chersonèse | ?      |       |
| Dormition-de-la-Mère-de-Dieu               | Villelongue-dels-Monts  | Pyrénées-Orientales     | Roumains          | 2005   |       |
| Saint-Silouane                             | Saint-Mars-de-Locquenay | Sarthe                  | Russes-Daru       | ?      |       |
| Annonciation                               | Poligny                 | Seine-et-Marne          | Roumains          | ?      |       |
| Saint-Esprit                               | Le Mesnil-Saint-Denis   | Yvelines                | Russes-Chersonèse | 1938   |       |
| Sainte-Marie-du-Désert                     | Hyères                  | Var                     | Roumains          | ?      |       |
| Protection-de-la-Mère-de-Dieu              | Limours                 | Essonne                 | Roumains          | ?      |       |

### Féminines
| Nom                                      | Commune                  | Département    | Diocèse           | Depuis | Image |
| ---------------------------------------- | ------------------------ | -------------- | ----------------- | ------ | ----- |
| Buisson-Ardent                           | Villardonnel             | Aude           | Roumains          | ?      |       |
| Notre-Dame-du-Signe                      | Marcenat                 | Cantal         | Russes-Chersonèse | ?      |       |
| Notre-Dame-de-Chersonèse                 | Grassac                  | Charente       | Russes-Chersonèse | ?      |       |
| Transfiguration                          | Terrasson-Lavilledieu    | Dordogne       | Grecs             | 1978   |       |
| Protection-de-la-Mère-de-Dieu            | La Bastide-d'Engras      | Gard           | Grecs             | 1985   |       |
| Saint-Isaac-le-Syrien                    | Plounéventer             | Finistère      | Roumains          | 1977   |       |
| Nativité-de-la-Mère-de-Dieu              | Saint-Georges-de-Lévéjac | Lozère         | Roumains          |        |       |
| Nativité-de-la-Mère-de-Dieu              | Saint-Georges-Buttavent  | Mayenne        | Serbes            |        |       |
| Sainte-Odile-et-Sainte-Theodora-de-Sihla | Saint-Michel-Tubœuf      | Orne           | Roumains          |        |       |
| Sainte-Croix                             | Rochefort-Montagne       | Puy-de-Dôme    | Roumains          |        |       |
| Saint-Hilaire-et-Saint-Damascène         | Uchon                    | Saône-et-Loire | Serbes            |        |       |
| Présentation-de-la-Mère-de-Dieu          | Saint-Léger-la-Montagne  | Haute-Vienne   | Roumains          |        |       |
| Nativité-de-la-Mère-de-Dieu              | Godoncourt               | Vosges         | Roumains          |        |       |
| Notre-Dame-de-Toute-Protection           | Bussy-en-Othe            | Yonne          | Grecs             | 1946   |       |

## Communautés disparues
- Communauté Saint-Grégoire, Bondaroy (Loiret), Roumains ; fl. 2008[3].